# Đánh giá
Đánh giá có nghĩa nhận định giá trị. Những từ có nghĩa gần với đánh giá là phê bình, nhận xét, nhận định, bình luận, xem xét. Đánh giá một đối tượng nào đó, chẳng hạn một con người, một tác phẩm nghệ thuật, một sản phẩm hàng hoá hay dịch vụ, đội ngũ giáo viên hay đánh giá tác động môi trường và có ý nghĩa quan trọng trong nhiều lĩnh vực như chính trị, nghệ thuật, thương mại, giáo dục hay môi trường.

## Các từ liên quan
Phê bình có nghĩa xem xét, phân tích, đánh giá ưu điểm và khuyết điểm; hoặc là nêu lên khuyết điểm để góp ý kiến, để chê trách; hoặc là nhận xét và đánh giá, gắn với công việc gọi là phê bình văn học đối với một tác phẩm. Nhận xét có nghĩa đưa ra ý kiến có xem xét và đánh giá về một đối tượng nào đó. Còn động từ nhận định có nghĩa đưa ra ý kiến có tính chất đánh giá, kết luận, dự đoán về một đối tượng, một tình hình nào đó. Bình luận có nghĩa bàn và đánh giá, nhận định về một tình hình, một vấn đề nào đó. Xem xét có nghĩa tìm hiểu, quan sát kỹ để đánh giá, rút ra những nhận xét, những kết luận cần thiết.
Trong tiếng Anh, những từ gần nghĩa với đánh giá, phê bình hay bình luận là các từ review, appraise, evaluate, assess, reconsider hay rate. Theo Từ điển Anh – Việt của Viện Ngôn ngữ học, Nhà xuất bản Tp. Hồ Chí Minh năm 1993, review có nghĩa xem lại hoặc xét lại (cái gì); ôn lại (nhất là các sự kiện đã qua) trong trí óc; nhìn tổng quát, hồi tưởng; hoặc là viết bài phê bình (một cuốn sách, một bộ phim, v.v…) để đăng báo. Động từ appraise có nghĩa đánh giá hoặc xác định phẩm chất của (ai/cái gì). Evaluate có nghĩa tìm ra hoặc xác định ý kiến về mức giá trị của ai/cái gì; định giá, đánh giá. Trong khi đó động từ assess có nghĩa quyết định hoặc ấn định giá trị của cái gì; đánh giá, định giá; hoặc là ước lượng chất lượng của cái gì, đánh giá. Rate có nghĩa ước lượng giá trị của ai, cái gì hay là định giá, đánh giá, ước lượng; xếp hạng hoặc được coi theo một cách được nói rõ.

## Lĩnh vực nghệ thuật
Hoạt động phê bình gắn bó chặt chẽ với hầu hết các lĩnh vực nghệ thuật, như phê bình âm nhạc, phê bình sân khấu, phê bình điện ảnh, phê bình hội họa, v.v… 

### Văn học
Theo Bách khoa toàn thư mở Wikipedia, hoạt động phê bình văn học phát triển mạnh mẽ và có ảnh hưởng lớn tới hoạt động sáng tác cũng như cảm thụ tác phẩm của độc giả. Phê bình văn học "là sự phán đoán, bình phẩm, đánh giá và giải thích tác phẩm văn học, đồng thời kèm theo việc phán đoán, bình luận, giải thích, đánh giá những hiện tượng đời sống mà tác phẩm nói tới. Tùy thể tài và mục đích, phê bình văn học có thể bộc lộ khả năng cũng như đặc tính của mình bắt đầu từ một thông tin đơn giản của một độc giả về một tác phẩm mới ra mắt, và kết thúc là việc đặt ra các vấn đề về văn học và xã hội."
Có thể coi Thi nhân Việt Nam của các tác giả Hoài Thanh và Hoài Chân là tác phẩm phê bình văn học nổi tiếng nhất ở Việt Nam thời hiện đại.

## Lĩnh vực chính trị
Hoạt động phê bình và tự phê bình thường xuyên được Đảng Cộng sản Việt Nam coi trọng nhằm xây dựng Đảng vững mạnh.
Trong Báo cáo tổng kết công tác xây dựng Đảng và sửa đổi Điều lệ Đảng của Ban Chấp hành Trung ương Đảng tại Đại hội đại biểu toàn quốc lần thứ IV được trình bày vào ngày 17 tháng 12 năm 1976 có tới 34 từ "phê bình" và 20 từ "tự phê bình".  Chẳng hạn, Báo cáo yêu cầu các đảng viên "Phải phát huy truyền thống cách mạng của Đảng, nâng cao ý thức giữ gìn và bảo vệ sự đoàn kết, thống nhất trên cơ sở chủ nghĩa Mác - Lênin, đường lối chính trị đúng đắn và sáng tạo của Đảng, rèn luyện ý thức tổ chức và kỷ luật, ý thức dân chủ, tập thể, tinh thần làm chủ tập thể xã hội chủ nghĩa, tôn trọng và lắng nghe ý kiến của cấp dưới, của cán bộ, đảng viên, thành khẩn tự phê bình và phê bình." Báo cáo vạch ra chế độ phê bình và tự phê bình phải tiến hành đồng thời "từ trên xuống" và "từ dưới lên": "Cần thực hiện nghiêm túc và có chất lượng chế độ tự phê bình và phê bình từ trên xuống và từ dưới lên. Đó là một yêu cầu bức thiết để nâng cao chất lượng lãnh đạo tập thể, tăng cường sinh hoạt dân chủ và đoàn kết, nhất trí trong Đảng, bảo đảm cho quyền kiểm tra của mỗi đảng viên đối với công việc của Đảng được tôn trọng một cách đầy đủ." và "Phải làm cho vũ khí tự phê bình và phê bình, nhất là phê bình từ dưới lên, thật sự trở thành vũ khí sắc bén của toàn Đảng, làm cho tự phê bình và phê bình thật sự là một quy luật phát triển của Đảng. Việc đó sẽ có tác dụng to lớn đối với việc củng cố Đảng."
Sau 35 năm tiến hành Đại hội đại biểu toàn quốc lần thứ IV của Đảng Cộng sản Việt Nam, ngày 16/01/2012, thay mặt Ban Chấp hành Trung ương Đảng, Tổng Bí thư Nguyễn Phú Trọng đã ký ban hành Nghị quyết số 12-NQ/TW - Nghị quyết Hội nghị lần thứ 4 Ban Chấp hành Trung ương Đảng (khóa XI): Một số vấn đề cấp bách về xây dựng Đảng hiện nay. Nghị quyết này chú trọng tới hoạt động phê bình và tự phê bình của đảng viên, kể cả những đảng viên giữ những cương vị lãnh đạo cao nhất trong Đảng. Trong Nghị quyết có 14 từ "phê bình" và "tự phê bình". Nghị quyết này nhận định "Các nguyên tắc tập trung dân chủ, tự phê bình và phê bình ở nhiều nơi vừa bị buông lỏng trong thực hiện, vừa chưa được quy định cụ thể để làm cơ sở cho công tác kiểm tra, giám sát.". Nghị quyết đề ra năm nhóm giải pháp về tự phê bình và phê bình, nêu cao tính tiền phong, gương mẫu của cấp trên. Trong đó, nhóm giải pháp thứ nhất là "Bộ Chính trị, Ban Bí thư, Ban Chấp hành Trung ương tập trung kiểm điểm, đánh giá làm rõ tại sao những hạn chế, khuyết điểm đã chỉ ra nhiều năm nhưng chậm được khắc phục, có mặt còn yếu kém, phức tạp thêm; làm rõ nguyên nhân trở ngại trong việc lãnh đạo thực hiện các nghị quyết của Trung ương về xây dựng Đảng". Nhóm thứ hai là "các đồng chí Ủy viên Bộ Chính trị, Ban Bí thư, Ủy viên Ban Chấp hành Trung ương tiến hành kiểm điểm, đánh giá liên hệ bản thân về kết quả thực hiện nhiệm vụ được giao liên quan đến một số vấn đề cấp bách nêu trong Nghị quyết này, đề ra biện pháp khắc phục. Tập trung làm rõ trách nhiệm cá nhân, gương mẫu thực hiện nguyên tắc tập trung dân chủ, tập thể lãnh đạo, cá nhân phụ trách, tự phê bình và phê bình, nói đi đôi với làm, nêu gương về đạo đức, lối sống".

## Lĩnh vực thương mại
Trong lĩnh vực thương mại, thông tin về sản phẩm thường không bình đẳng giữa người bán và người mua. Người bán thường có nhiều thông tin hơn người mua và thông thường chỉ cung cấp những thông tin bắt buộc về sản phẩm theo quy định của pháp luật và thông tin có lợi cho người bán. Người mua có xu hướng thu thập đủ thông tin về sản phẩm trước khi quyết định mua, hai thông tin quan trọng nhất là chất lượng và giá cả. 
Ở nhiều chợ truyền thống ở Việt Nam, hiện tượng người mua sau hỏi người mua trước giá của mớ rau, cành hoa đào... và mua theo người mua trước khá phổ biến. Hoặc là hiệu ứng đám đông: thấy có nhiều người mua thì cũng mua theo. 
Đã hình thành những tổ chức bảo vệ người tiêu dùng, những dịch vụ hỗ trợ người mua trong việc lựa chọn sản phẩm. Các nhà kinh doanh có uy tín cũng tiến hành các hình thức để giúp nhận diện hình ảnh và sản phẩm của họ. Trong thực tiễn kinh doanh, một người bán có thể bán nhiều sản phẩm của những nhà cung cấp khác nhau và ngược lại, một sản phẩm có thể được bán tại nhiều nơi bởi nhiều nhà phân phối. Do đó, người mua không chỉ quan tâm tới thông tin liên quan tới sản phẩm mà còn quan tâm tới thông tin về người bán hay nhà sản xuất hàng hoá hoặc cung ứng dịch vụ.

### Thương mại truyền thống
Tại thành phố Hồ Chí Minh từ năm 1997 đã xuất hiện Chương trình Hàng Việt Nam chất lượng cao. Các hoạt động chủ yếu của Chương trình này hàng năm là điều tra bình chọn nhãn hiệu Hàng Việt Nam Chất Lượng Cao (HVNCLC) và tổ chức chuỗi hội chợ HVNCLC. Năm 2010 Hội Doanh nghiệp Hàng Việt Nam chất lượng cao được thành lập.

### Thương mại điện tử
Thương mại điện tử giúp người tiêu dùng cơ hội tuyệt vời để tìm kiếm thông tin về sản phẩm và nhà cung cấp. Trước kia, người tiêu dùng đóng vai trò thụ động trong việc đánh giá sản phẩm, chẳng hạn như trả lời các phiếu khảo sát của các tổ chức đánh giá chất lượng sản phẩm. Ngày nay, mỗi người tiêu dùng có thể nhanh chóng biết được đánh giá về sản phẩm hay nhà cung cấp của rất nhiều người đã có trải nghiệm thực tế qua việc mua sắm và sử dụng sản phẩm đó.
Trong khi dịch vụ đánh giá sản phẩm và người bán hàng trực tuyến ở Việt Nam mới xuất hiện thì trên thế giới dịch vụ này đã phát triển và phổ biến rộng rãi. Tỷ lệ các website bán hàng hỗ trợ người dùng chức năng đánh giá (review) và xếp hạng (rating) khá cao, đồng thời có nhiều website chuyên đánh giá và xếp hạng như resellerratings.com hay topsevenreviews.com.